# Cybele (mythologie)
Cybele, Kybele (Grieks: Κυβέλη) of Nane een van oorsprong Frygische godin, werd door de Romeinen gelijkgesteld aan de Griekse Rhea en door de Armenen aan godin Nane. Cybele was de Magna Mater (moedergodin of Grote Moeder), en werd vereerd als vruchtbaarheidsgodin. Zij wordt soms ook als Berecynthia aangeduid.
De verering van Cybele strekte zich uit van de 6e eeuw v.Chr. tot het einde van het Romeinse Rijk in de vijfde eeuw na Christus. Volgens Vergilius' Aeneis stamt Cybele, de moeder der goden, uit Kreta. De cultus van deze moedergodin kwam tot ontwikkeling in Anatolië en kwam bij alle volkeren voor. Bij de Hittieten werd zij Kubaba of Kubebe genoemd. In Phrygië ontwikkelt zij zich tot de moeder van de natuurlijke wereld. Een moedergodin die niet alleen stond voor vruchtbaarheid en verzorging, maar vooral ook een godin met macht tot wie men zich kon richten voor bescherming. In haar heiligdom in Pessinus (Phrygië) werd zij gepersonifieerd door een zwarte steen. Deze steen werd in 204 v.Chr. overgebracht naar Rome en daar in een tempel op de Palatijn geplaatst. Hiermee werd de profetie vervuld dat als de grote moeder naar Rome zou komen, de oorlog met Hannibal gewonnen zou worden. Wat dan ook gebeurde. Zij wordt vaak afgebeeld in een wagen getrokken door leeuwen en panters.
Zoals bij alle goden doen er over haar vele, soms tegenstrijdige, verhalen de ronde. Cybele zou rond 1000 v.Chr. de moeder en geliefde zijn van Attis. Als Attis op een kwade dag zijn liefde niet meer beantwoord ziet door Cybele castreert hij zichzelf uit frustratie en bloedt dood.
Het zijn legenden die waarschijnlijk uit een vroegere religie van een godinvererend volk komen.

## Cybelecultus
Strabo (Anatolië kort voor Chr.) beschreef de seksuele gebruiken bij de verering van Cybele of Anaitis, die ook in Tralles in Lydië plaats hadden. Kinderen die daaruit geboren werden, waren wettig met de naam en sociale status van de moeder en werden als achtenswaardig beschouwd. De titel 'kind van Cybele' werd daarna in officiële inscripties gebruikt en met trots gedragen.
In het voorjaar werd Cybele vereerd met een driedaags festival rond de thema’s dood/rouw (tristia) en wedergeboorte/vreugde (hilaria, soort gekke feesten als carnaval, gepaard met drank en drugs). Voor de eredienst van Cybele hadden priesters, om priester(es) te mogen zijn, zichzelf moeten castreren tijdens de hilaria. Zij kleedden zich in vrouwenkleren en namen een vrouwelijke identiteit aan. Het huis waar zij hun testikels binnen wierpen was speciaal gezegend. Zij werden Gallos of Galli genoemd. Deze barbaarse verminking werd gerechtvaardigd door de mythe over Attis, de god van de vruchtbaarheid en minnaar van de Grote Moeder, die zichzelf ontmande onder een dennenboom. Cybeles priesteressen gingen de uitgelaten festiviteiten voor in ceremonies met veel drank en wilde muziek, waarbij zij, en veel van haar fanatieke volgelingen, zichzelf met messen sneden. De feesten werden in grote processies gevierd nog tot 268 n.Chr. 
Dat was de versie van Cybele en haar stervende zoon/minnaar Attis die van Anatolië naar Rome was overgebracht. Romeinse verslagen vertellen dat de zoon, toen een afbeelding, eerst aan een boom gebonden en dan verbrand werd. Na drie dagen verscheen dan licht in de tombe, waarop Attis uit de dood herrees, heil met zich meebrengend.
In Rome was er zowel de cultus van Isis als de cultus van Cybele. In eerste instantie werd Romeinse burgers verboden om aan de hectische ceremonieën ter ere van Cybele deel te nemen en het verbod werd niet opgeheven voor de tijd van de keizers. De Isiscultus was veel rustiger, vergelijkbaar met de cultus van Demeter. Demeter was de godin van het graan, later gelijkgesteld aan de Romeinse godin Ceres. Daar at men brood dat besmet was met de schimmel van moederkoren (el-got), wat in feite LSD opleverde, vandaar eveneens extase en dansen.
Claudius Claudianus dichtte in 400 na het begin van onze jaartelling over Eutropius die, in het hekeldicht "Een eunuch als consul" 
"... Beter naar het vrouwenfeest van Cybele kan gaan om haar te eren in plaats van Mars,  raak daar dan in extase bij de helle klank van de tamboerijn,
Zwaai daar met cimbalen en sla jezelf met stokken van pijnhout, of ontman je nog verder met een phrygisch mes ..." gaat het gedicht verder.  Het gedicht suggereert dat de 
cultus van Cybele rond het jaar 400 nog bloeide en geeft details over de rituelen.